# Asociación Deportiva San Miguel
La Asociación Deportiva San Miguel fue un club de fútbol de Costa Rica, con sede en la ciudad de San José. Fue fundado en 1958 y actualmente está desaparecido.

## Historia

### Reseña histórica
Comenzaba la década de 1958 y en Guadalupe había una Tercera División integrada por un grupo de jóvenes. El padrino del equipo era el señor Ricauter Brenes.
Ese club con el nombre de Club Deportivo San Miguel ganó el subcampeonato por Tercera división por San José en 1976, pues jugó una triangular ante Cristo Rey la A.D. Pavas, el cual se deja el título capitalino.
Ya en la ronda final nacional clasifican Bananita de Limón, Nandayure de Guanacaste y Pavas. Y es hasta el lunes 3 de enero de 1977 que San Miguel es Monarca Nacional por Federación Costarricense de Fútbol Aficionado.
Ingresa a la Segunda División de Costa Rica ese mismo año y el martes 13 de noviembre de 1979 quedó campeón.
En 1980 comienza la lucha por mantenerse en la primera y se codea con los grandes del campeonato nacional. Todavía haciendo un gran esfuerzo, jugó el campeonato de 1981, ocupa el último lugar y se va al descenso. 
Comienza 1982. San Miguel lucha arduamente por mantenerse en la Segunda División. Y es hasta mediados de los noventa ya con el nombre de A.D. Goicoechea que campeoniza. 
El equipo que comenzó en un barrio de Calle Blancos, llega por segunda ocasión a la categoría de los consagrados.

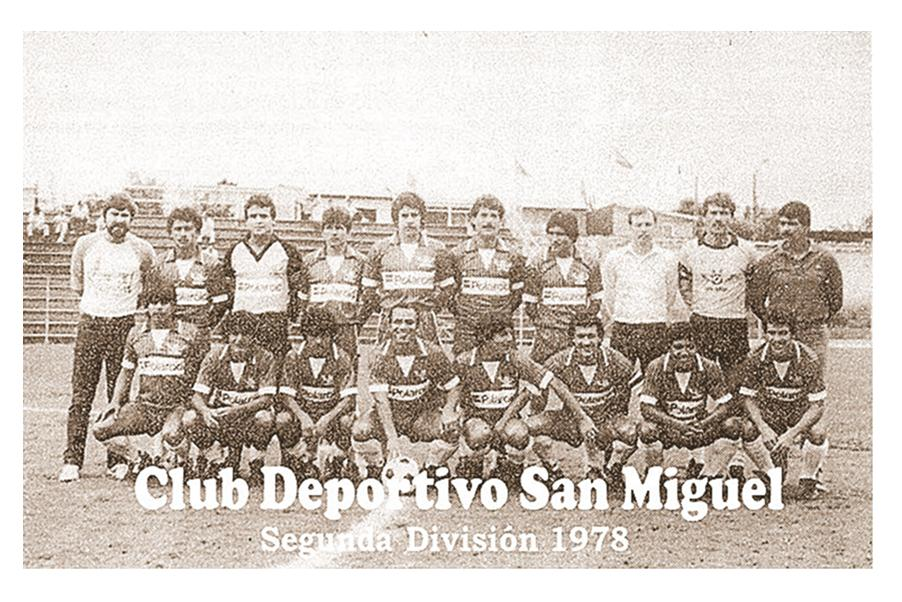
La A.D. San Miguel es el nuevo monarca de la Segunda División de Costa Rica en 1978.

En el año 1996 el equipo oficialmente desaparece al cambiar su nombre por el de Municipal Goicoechea, así como su emblema y colores mientras era un equipo de la Segunda División de Costa Rica, aunque su historia se relaciona con este equipo.

## Uniforme
- Uniforme titular: Camiseta azul con rayas amarillas, pantalón amarillo, medias amarillas.
- Uniforme alternativo: Camiseta azul con ribetes amarillos, pantalón azules, medias azules.

## Jugadores destacados
- Juan Cayasso
- Jorge Ulate
- Johnny Chaves
- Didier Gutiérrez
- Álvaro Cascante
- Carlos Ovares
- Víctor Acuña

## Palmarés

### Torneos nacionales
- Segunda División de Costa Rica (2): 1979, 1995-96
- Tercera División de Costa Rica (1): 1976
- Campeón Nacional Juvenil : 1992
- Campeón Nacional Alto rendimiento : 1992